# Josef Kalfus

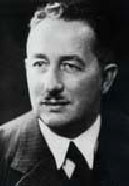
Josef Kalfus vor 1940

Josef Kalfus (* 25. Juni 1880 in Eisenbrod, Österreich-Ungarn; † 12. Juni 1955 in Železný Brod, Tschechoslowakei) war ein tschechoslowakischer Volkswirtschaftler, Politiker und Finanzminister.

## Leben, politische Karriere
Ab 1920 arbeitete Josef Kalfus als Beamter im Finanzministerium. Bereits im März 1936 wurde er in der Zweiten Regierung Milan Hodža zum ersten Mal Finanzminister und behielt diese Regierungsfunktion in den folgenden Jahren (mit einer kurzen Unterbrechung). Kalfus war Finanzminister auch während der Münchner Krise, der Sudetenkrise und im Protektorat Böhmen und Mähren bis zum Kriegsende 1945. In der Zeit vor dem Münchner Abkommen musste Kalfus als Finanzminister angesichts der Bedrohung durch das Deutsche Reich enorme Haushaltsmittel für die Rüstungsindustrie zur Verfügung stellen.
Kalfus war – die ganze Zeit parteilos – Finanzminister in folgenden Regierungen der Tschechoslowakei:
| 28.3.1936–21.7.1937 | Regierung Milan Hodža II  |
| 2.10.1937–22.9.1938 | Regierung Milan Hodža III |
| 22.9.1938–4.10.1938 | Regierung Jan Syrový I    |
| 4.10.1938–1.12.1938 | Regierung Jan Syrový II   |
| 1.12.1938–15.3.1939 | Regierung Rudolf Beran I  |
| 16.3.1939–27.4.1939 | Regierung Rudolf Beran II |
| 27.4.1939–19.1.1942 | Regierung Alois Eliáš     |
| 19.1.1942–19.1.1945 | Regierung Jaroslav Krejčí |
| 19.1.1945–5.5.1945  | Regierung Richard Bienert |

Nach Kriegsende wurde Josef Kalfus 1946 zusammen mit anderen Kabinettsmitgliedern der Protektoratsregierungen angeklagt. Das Verfahren fand vor dem für Kollaborationsfälle während des Protektorats speziell eingerichtetem Národní soud (im Tschechischen Nationalgericht im Sinne von Volksgericht) statt. Der Staatsanwalt forderte 20 Jahre Haft bis lebenslänglich. Nachdem Kalfus beweisen konnte, dass er sich für die tschechoslowakischen Wirtschaftsinteressen eingesetzt hatte und vor allem 
wichtige und nützliche Kontakte zum Tschechoslowakischen Widerstand 1939–1945 sowohl im Protektorat selbst wie auch zum Exilwiderstand pflegte, wurde er zwar für schuldig befunden, jedoch ohne Strafe freigelassen. Nach der kommunistischen Machtergreifung von 1948 wurde sein Eigentum durch das Regime beschlagnahmt.